# Иглесиас, Райсель
Райсель Иглесиас Травьесо (исп. Raisel Iglesias Travieso; 4 января 1990, Исла-де-ла-Хувентуд, Куба) — кубинский бейсболист, питчер клуба Главной лиги бейсбола «Атланта Брэйвз». Участник Мировой бейсбольной классики 2013 года в составе национальной сборной Кубы.

## Карьера
Райсель Иглесиас родился 4 января 1990 года. Бейсбольную карьеру он начал в составе клуба Кубинской национальной серии «Исла-де-ла-Хувентуд». Играл за сборную Кубы в матчах Мировой бейсбольной классики и турнира в Роттердаме 2013 года. В ноябре 2013 года сбежал с Кубы на Гаити. В июне 2014 года Иглесиас подписал семилетний контракт с клубом «Цинциннати Редс» на сумму 27 млн долларов.
Выступления в системе «Редс» начал в 2015 году, проведя хороший сезон в ААА-лиге за «Луисвилл Бэтс» и дебютировав в Главной лиге бейсбола. Заключительную часть сезона он пропустил из-за усталости и повреждения плеча. Весной 2016 года по решению руководства команды Иглесиас позже начал тренировки, чтобы постепенно набрать форму. Однако, после травмы Энтони Десклафани, его вызвали в основной состав клуба на День открытия сезона. Проведя пять игр в качестве стартового питчера, Райсель снова травмировал плечо. В дальнейшем, по ходу чемпионата, его перевели в число реливеров команды.
В 2017 году он стал клоузером команды и сделал 28 сейвов, установив личный рекорд. В следующем сезоне Иглесиас стал играть надёжнее. Он побил свой рекорд, реализовав 30 возможностей для сейва из 34. По этому показателю Иглесиас занял пятое место в Национальной лиге. От других клоузеров его отличало и то, что часто он выходил на поле больше, чем на три аута. Его показатель пропускаемости ERA составил 2,38 — самый низкий в карьере в Главной лиге бейсбола. В то же время он пропустил максимальные для себя двенадцать хоум-ранов. Из-за проблем с бицепсом Райсель провёл на поле всего 72 иннинга. В 2019 году он выходил закрывающим питчером в 55 матчах, став лидером лиги по этому показателю. Иглесиас сделал 34 сейва, снова обновив свой лучший результат, но его надёжность в целом снизилась. Он второй год подряд пропустил двенадцать хоум-ранов, а также потерпел двенадцать поражений. В декабре 2020 года «Редс» обменяли его в «Лос-Анджелес Энджелс».
В сокращённом из-за пандемии COVID-19 сезоне 2020 года Иглесиас сделал восемь сейвов. Его показатель пропускаемости по итогам регулярного чемпионата составил 2,74. В 2021 году он завершил чемпионат с показателем ERA 2,57, сделав 34 сейва в 59 проведённых матчах. По итогам августа он был признан лучшим реливером  Американской лиги. В чемпионате 2022 года Иглесиас в играх за «Энджелс» сделал 16 сейвов. В августе клуб обменял его в «Атланту». Главный тренер команды Брайан Сниткер заявил, что новичка рассматривают как закрывающего игрока в матчах, где на поле не сможет выйти основной клоузер Кенли Дженсен.